# Regionalfonds für zeitgenössische Kunst

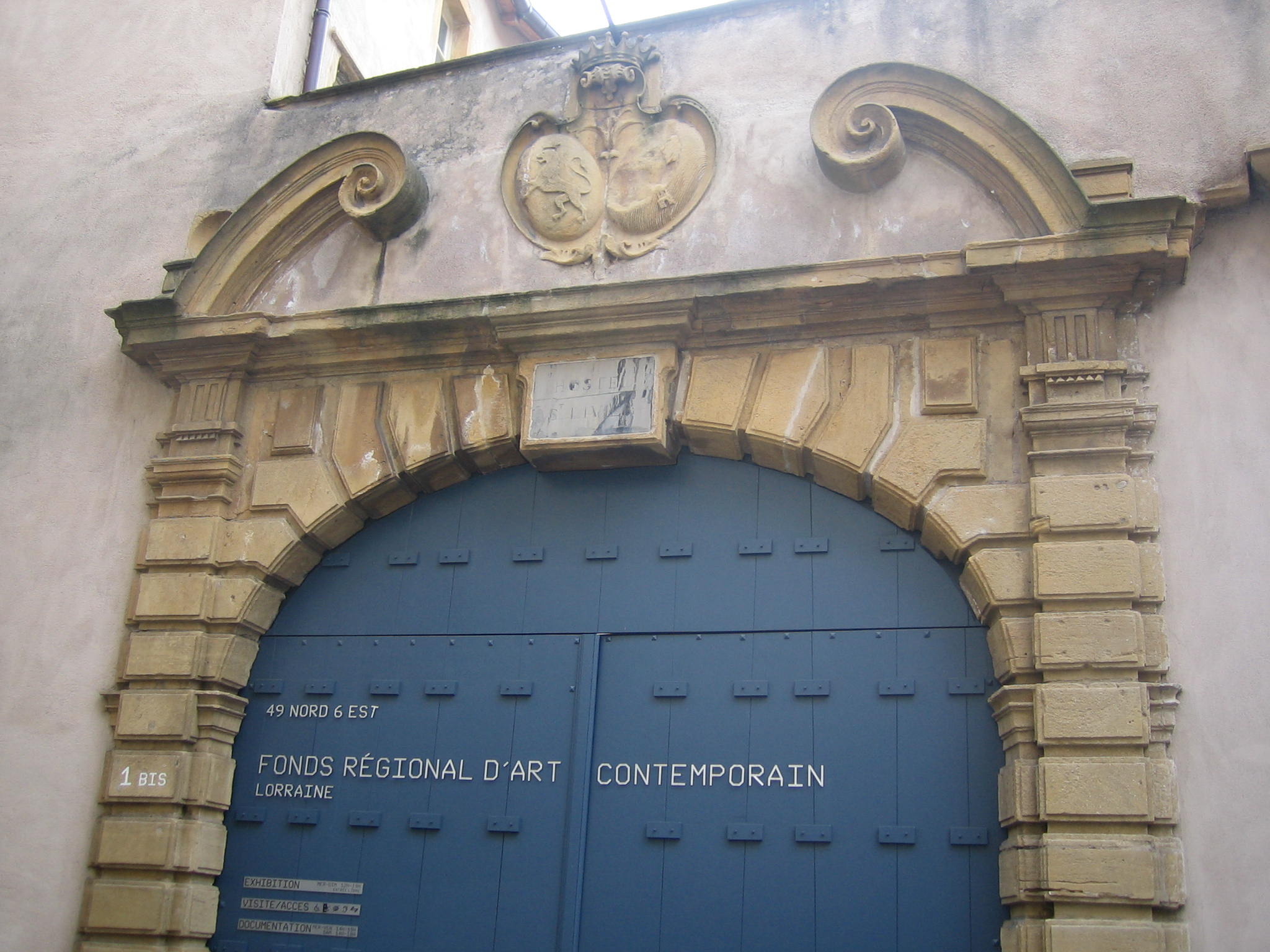
Eingang des Hôtel Saint-Livier in Metz, Regionalfonds für Lothringen.

Die Regionalfonds für zeitgenössische Kunst (französisch: Fonds régionaux d’art contemporain, kurz FRACs) sind öffentliche Sammlungen zeitgenössischer bildender Kunst in 23 größeren Städten Frankreichs.
Sie wurden ab 1982 unter Kulturminister Jack Lang während der Präsidentschaft von François Mitterrand
(PS) eingerichtet. Das Kulturministerium sichert die Finanzierung gemeinsam mit den Regionalräten. Es handelte sich um den Versuch, im Rahmen einer Dezentralisierung des Landes zeitgenössische Kunst auch außerhalb der Metropole Paris zu sammeln und auszustellen (dort sammelt das Musée National d’Art Moderne). FRACs gibt es in den Hauptstädten der Regionen in Metropolitanfrankreich sowie in Fort-de-France, Martinique und in Saint-Denis, Réunion. 26.000 Werke von 4200 Künstlern wurden bislang erworben. Die Ausstellungen der FRACs finden im In- und Ausland statt.
In den letzten Jahren wurden Neubauten geplant und umgesetzt: Bereits eingeweiht sind Museen in Dunkerque, Rennes (2012), Orléans (2013),
Besançon (2013; Kosten 46,4 Millionen Euro) sowie Marseille (eröffnet 2013, erbaut von Kengo Kuma).
2019 wurde in Bordeaux ein Neubau eröffnet.